# Anjireh Vatisheh Kand
Anjireh Vatisheh Kand (em persa: انجيره وتيشه كند, também romanizada como Ānjīreh Vatīsheh Kand; também conhecida como Anjīreh) é uma aldeia do distrito rural de Maspi, no condado de Abdanan, da província de Ilam, Irã.
No censo de 2006, sua população era de 1 142 habitantes, em 191 famílias.